# امبر ماکسیموس
امبر ماکسیموس (انگلیسی: Amber Maximus؛ زادهٔ ۱۲ ژانویهٔ ۱۹۹۷) بازیکن فوتبال اهل بلژیک است.
وی همچنین در تیم ملی فوتبال زنان بلژیک بازی کرده‌است.